# Franco Parisi (Ökonom)

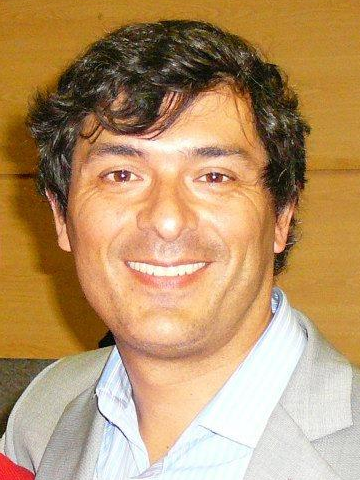
Franco Parisi, 2013

Franco Aldo Parisi Fernández (* 25. August 1967 in Santiago de Chile) ist ein chilenischer Ökonom. Im November 2013 trat er als unabhängiger Kandidat bei den Präsidentschaftswahl 2013 an, verpasste mit rund 10 Prozent der Stimmen jedoch die Stichwahl im Dezember. Er beschreibt sich als sozialliberal.
Auch 2021 kandidierte Parisi per Zoom von seinem Wohnsitz in den USA aus bei der Präsidentschaftswahl. Er belegte mit knapp 13 % den dritten Platz und verfehlte erneut die Stichwahl, für die sich nur José Antonio Kast und Gabriel Boric qualifizierten.